# 주디스 로버츠
주디스 로버츠(Judith Roberts, 1935년 1월 1일 ~ )는 미국의 배우이다.
미국 뉴욕시에서 태어났다.
2013년 저스틴 팀버레이크의 노래 Mirrors의 뮤직 비디오에 출연하였다.

## 출연 작품
- 먼고 호수 (2008년)
- 맥 (1992년)
- 스타더스트 메모리스 (1980년)